# (27978) Lubosluka
(27978) Lubosluka (1997 UN9) – planetoida z pasa głównego asteroid okrążająca Słońce w ciągu 4,27 lat w średniej odległości 2,63 j.a. Odkryta 29 października 1997 roku.